# 神奈川県立横浜明朋高等学校
神奈川県立横浜明朋高等学校（かながわけんりつよこはまめいほうこうとうがっこう）は、神奈川県横浜市港南区港南台に所在する多部制定時制の公立の高等学校。

## 設置課程
- 定時制課程 普通科（単位制）
  - 午前部
  - 午後部

## 概要
2014年（平成26年）4月10日に開校。
生徒は、「午前部」「午後部」のいずれかの部に所属して、1日4時間の授業を受け、4年間での卒業を原則とする。ただし、午前部の生徒は午後の授業を。午後部の生徒は午前の授業をそれぞれ２時間(合計６時間)受けることが可能。それにより、単位の関係上３年間で卒業することができるようになる。生徒数は1学年午前部・午後部それぞれ1クラス35人で4クラス。計280人。

### 教育方針
「わかった」「できた」「つながった」を合言葉に教育を行っている。
- 一人ひとりのステップアップにつながるような「わかる」を実感する授業を展開。
- 授業の中で「できた」を実感できるよう、学び直しの視点を含めた学校独自の科目を設定。
- 社会とつながることを目的としたキャリア活動や時事問題を理解する活動を行う。

## 沿革
- 2014年（平成26年）4月10日 - 開校
  - 午前部、午後部それぞれ4クラス、1クラス35人　計280人が1期生として入学
- 2016年（平成28年） - 東棟校舎の改築。

## 基礎データ

### 交通
- 京浜東北・根岸線の港南台駅から徒歩10分

### 制服
ブラック・ブレザーとグレーチェックのズボン・スカート、シルバーのボタンでシックなイメージの装いとなっている。
男女おそろいの赤・白・黒のストライプと本校のイニシャルマークが入ったグレーのネクタイ・リボンをつけ、女子はズボン・ネクタイを着用することもできる。

## 主な学校行事
- 10月 - 文化祭
- 研修旅行
- 百人一首大会
- スポーツ大会

## 部活動
文化部
演劇部
軽音楽部
写真部
吹奏楽部
美術部
運動部
硬式野球部
サッカー部
ダンス部
バスケットボール部
バドミントン部
陸上競技部
バレーボール部
剣道部
卓球部